# Mosunétuzumab
Le mosunetuzumab, vendu sous le nom de marque Lunsumio, est un médicament de troisième intention utilisé dans le traitement du lymphome folliculaire.

## Mode d'action
Il s'agit d'un anticorps monoclonal spécifiquement bispécifique ciblant les cellules T CD3 dirigées contre CD20,.

## Usage médical
Ce médicament est utilisé pour traiter le lymphome folliculaire. Il est notamment utilisé après l'échec des autres traitements. Il est administré de manière graduelle par voie intraveineuse.

## Effets secondaires
Les effets secondaires de ce médicament comprennent un syndrome de libération de cytokines, une fièvre ou des maux de tête. D'autres effets secondaires peuvent inclure le syndrome de neurotoxicité associé aux cellules effectrices immunitaires  ou les infections. Les anomalies de laboratoire courantes comprennent une diminution du nombre de neutrophiles, un faible taux de phosphate, une glycémie élevée, un faible nombre de lymphocytes, une augmentation de l'acide urique, un faible nombre de globules blancs, un faible taux d'hémoglobine et un faible nombre de plaquettes ,. L'utilisation de ce médicament pendant la grossesse peut nuire au fœtus.

## Histoire
Le médicament a été approuvé pour un usage médical en Europe et aux États-Unis en 2022,. Aux États-Unis, le traitement coûte environ 180 000 dollars américains en 2023.